# JAX-RPC
JAX-RPC（Java API for XML-based RPC简称JAX-RPC）允许Java应用程序可以通过已知的描述信息调用一个基于Java的Web服务，描述信息与Web服务的WSDL（Web服务描述语言）描述相一致. JAX-RPC可以被看作是Java RMI在Web服务协议上的实现。JAX-RPC 2.0被更名为JAX-WS 2.0 (Java API for XML Web Services).
JAX-RPC的工作方式如下: 
1. Java程序通过调用桩 (表示远程服务的本地对象)调用方法
2. 桩对象调用JAX-RPC运行时刻系统
3. 运行时刻系统将方法调用转换为SOAP消息
4. 运行时刻系统将消息作为HTTP请求发送

这种方法的好处是允许在服务端使用Servlet或EJB容器实现Web服务。这样Servlet或EJB的应用程序可以通过Web服务发布出来。